# Acantilados Hurricane
Los Acantilados Hurricane (en inglés: Hurricane Cliffs) están al suroeste de Utah y al noroeste de Arizona en Estados Unidos. Son una característica geográfica de piedra caliza roja, con una serie de acantilados a lo largo del borde occidental, erosionado de la piedra caliza Kaibab; los acantilados son alrededor de 135 millas (217 kilómetros) de largo, que comienzan en el norte-noroeste del Gran Cañón. Los acantilados de Hurricane son parte de las formas de relieve en el perímetro al suroeste de la meseta de Colorado, en concreto la sección de altas mesetas; las altas mesetas son la transición a la Gran Cuenca del noroeste, el desierto de Mojave al oeste, y la zona de transición de Arizona, al suroeste y sur de la meseta de Coconino.